# きゃらめるフィーリング
『きゃらめるフィーリング』は、高橋千鶴による日本の漫画。
『なかよし』（講談社）にて1981年9月号から1982年2月号まで連載された。全6話。単行本は同社の講談社コミックスなかよしより全1巻。

## 書誌情報
- 高橋千鶴 『きゃらめるフィーリング』 講談社〈講談社コミックスなかよし〉、1982年2月5日第1刷発行、ISBN 4-06-108401-1